# Rohrbach (Mörlenbach)
Rohrbach ist ein Weiler im Ortsteil Ober-Mumbach der Gemeinde Mörlenbach im  südhessischen Landkreis Bergstraße.

## Geographische Lage
Rohrbach liegt südlich von Ober-Mumbach im westlichen Odenwald in der Nähe der Bergstraße im Quellgebiet des Mumbachs, einem linken östlichen Zufluss der Weschnitz und nördlich der bewaldeten Höhen des Kisselbusch (502 Meter). Der Weiler besteht im Wesentlichen aus vier verstreut liegenden landwirtschaftlichen Gehöften. Oberhalb der Gehöfte ist der Mumbach zu einem Weiher aufgestaut.

## Geschichte

### Territorialgeschichte
Der Weiler lag im Gebiet der Herrschaft Birkenau das die Herren vom Wambolt 1721 erwarben.
Mit dem Reichsdeputationshauptschluss vom 25. Februar 1803 wurden die territorialen Verhältnisse im Reich neu geregelt. Anlass waren die Eroberungen Napoleons, der die französische Staatsgrenze bis an den Rhein ausgedehnt hatte. Dieses letzte Gesetzeswerk des alten Reiches setzte Bestimmungen des Frieden zu Luneville um und leitete das Ende des alten Reiches ein, das 1806 mit unter den Druck Napoleons Gründung des Rheinbundes und der Niederlegung der Reichskrone aufhörte zu bestehen. Am 14. August 1806 wurde die Landgrafschaft Hessen-Darmstadt, gegen Stellung hoher Militärkontingente an Frankreich und den Beitritt zum Rheinbund, von Napoleon zum Großherzogtum erhoben. Durch die Rheinbundakte wurde die Herrschaft Birknau mediatisiert und in das neu gegründete Großherzogtum Hessen eingegliedert, wo sie als hessische Amtsvogtei vorerst weitergeführt wurde. 1821 wurden im Rahmen einer umfassenden Verwaltungsreform die Amtsvogteien in den Provinzen Starkenburg und Oberhessen des Großherzogtums aufgelöst und Landratsbezirke eingeführt, wobei Rohrbach dem Landratsbezirk Lindenfels zugeteilt wurde. Diese Reform ordnete auch die Verwaltung auf Gemeindeebene. So war die Bürgermeisterei in Birkenau auch für Kallstadt und Rohrbach zuständig, wobei seit 1820 die Bürgermeister durch die Gemeinde gewählt wurden und es keine Einsetzungen von Schultheißen mehr gab.
Weiterhin wurden im Rahmen dieser Reform Landgerichte geschaffen, die jetzt unabhängig von der Verwaltung waren. Die Landgerichtsbezirke entsprachen in ihrem Umfang den Landratsbezirken und für den Landratsbezirk Lindenfels war das Landgericht Fürth als Gericht erster Instanz zuständig und löste Patrimonialgericht Birkenau als ordentliches Gericht ab.
Die Statistisch-topographisch-historische Beschreibung des Großherzogthums Hessen berichtet 1829 über Rohrbach:

„Rohrbach (L. Bez. Lindenfels) luth. Filialdorf, liegt 3 1⁄2 St. von Lindenfels und gehört dem Freiherrn von Wambold. Man findet 6 Häuser und 50 Einw. unter welchen 2 Reform. sind, so wie 3 Bauern und 2 Handwerker. Der Ort kam 1806 unter Hess. Hoheit.“

In den Statistiken des Großherzogtums Hessen werden, bezogen auf Dezember 1867, für das Filialdorf Rohrbach mit der Bürgermeisterei in Birkenau, 6 Häuser, 40 Einwohnern, der Kreis Lindenfels, das Landgericht Fürth, die evangelisch Pfarrei Birkanu des Dekanats Lindenfels und die katholische Pfarrei Birkenau des Dekanats Heppenheim, angegeben.
Die weitere Territorialgeschichte entspricht der von Birkenau, das über die Kreise Lindenfels und Heppenheim 1938 zu heutigen Landkreis Bergstraße kam. Die Gemarkung bestand 1927 aus 66,3 ha.
Im Jahr 1958 wurde Rohrbach in das benachbarte Ober-Mumbach eingemeindet. Zusammen mit Ober-Mumbach wurde Rohrbach im Vorfeld der Gebietsreform in Hessen am 31. Dezember 1970 Teil der Gemeinde Mörlenbach.

### Einwohnerentwicklung
| Rohrbach: Einwohnerzahlen von 1829 bis 1970 | Rohrbach: Einwohnerzahlen von 1829 bis 1970 | Rohrbach: Einwohnerzahlen von 1829 bis 1970 | Rohrbach: Einwohnerzahlen von 1829 bis 1970 | Rohrbach: Einwohnerzahlen von 1829 bis 1970 |
| --- | ------------------------------------------- | ------------------------------------------- | ------------------------------------------- | ------------------------------------------- |
| Jahr |                                             |                                             |                                             | Einwohner                                   |
| 1829 | 1829                                        |                                             | 50                                          | 50                                          |
| 1834 | 1834                                        |                                             | 55                                          | 55                                          |
| 1840 | 1840                                        |                                             | 49                                          | 49                                          |
| 1846 | 1846                                        |                                             | 47                                          | 47                                          |
| 1852 | 1852                                        |                                             | 48                                          | 48                                          |
| 1858 | 1858                                        |                                             | 42                                          | 42                                          |
| 1864 | 1864                                        |                                             | 44                                          | 44                                          |
| 1871 | 1871                                        |                                             | 43                                          | 43                                          |
| 1875 | 1875                                        |                                             | 40                                          | 40                                          |
| 1885 | 1885                                        |                                             | 34                                          | 34                                          |
| 1895 | 1895                                        |                                             | 34                                          | 34                                          |
| 1905 | 1905                                        |                                             | 35                                          | 35                                          |
| 1910 | 1910                                        |                                             | 26                                          | 26                                          |
| 1925 | 1925                                        |                                             | 37                                          | 37                                          |
| 1939 | 1939                                        |                                             | 32                                          | 32                                          |
| 1946 | 1946                                        |                                             | 35                                          | 35                                          |
| 1950 | 1950                                        |                                             | 32                                          | 32                                          |
| 1956 | 1956                                        |                                             | 24                                          | 24                                          |
| 1968 | 1968                                        |                                             | ?                                           | ?                                           |
| 1970 | 1970                                        |                                             | 25                                          | 25                                          |
| Datenquelle: Historisches Gemeindeverzeichnis für Hessen: Die Bevölkerung der Gemeinden 1834 bis 1967. Wiesbaden: Hessisches Statistisches Landesamt, 1968. Weitere Quellen: LAGIS |                                             |                                             |                                             |                                             |

## Verkehr und Infrastruktur
Für den Straßenverkehr ist Rohrbach durch die Kreisstraße K 12 erschlossen, die von Ober-Mumbach kommt und hier endet.